# Iłownica (gromada)
Iłownica – dawna gromada, czyli najmniejsza jednostka podziału terytorialnego Polskiej Rzeczypospolitej Ludowej w latach 1954–1972.
Gromady, z gromadzkimi radami narodowymi (GRN) jako organami władzy najniższego stopnia na wsi, funkcjonowały od reformy reorganizującej administrację wiejską przeprowadzonej jesienią 1954 do momentu ich zniesienia z dniem 1 stycznia 1973, tym samym wypierając organizację gminną w latach 1954–1972.
Gromadę Iłownica z siedzibą GRN w Iłownicy utworzono – jako jedną z 8759 gromad na obszarze Polski – w powiecie bielskim w woj. stalinogrodzkim, na mocy uchwały nr 15/54 WRN w Stalinogrodzie z dnia 5 października 1954. W skład jednostki weszły obszary dotychczasowych gromad Landek i Iłownica (z wyłączeniem kolonii Górnioki) ze zniesionej gminy Rudzica oraz parcele 365, 5157/1–5157/3, 5158/1, 5158/2, 5161 i 5164 z dotychczasowej gromady Ligota ze zniesionej gminy Zabrzeg w tymże powiecie. Dla gromady ustalono 13 członków gromadzkiej rady narodowej.
29 lutego 1956 do gromady Iłownica przyłączono parcele nr kat. 128–130, 1379–1381, 1385–1387, 1389, 1390, 1392–1397, 1451/1–1451/3, 1452/1, 1452/2, 1453/1, 1453/2, 1471/2, 1472, 1531 i 1532/1–1532/3 z gromady Pierściec w powiecie cieszyńskim w tymże województwie.
20 grudnia 1956 województwo stalinogrodzkie przemianowano (z powrotem) na katowickie.
Gromada przetrwała do końca 1972 roku, czyli do kolejnej reformy gminnej.